# Vicki Sue Robinson
Vicki Sue Robinson (Harlem, 31 mei 1954 – Wilton (Connecticut), 27 april 2000) was een Amerikaanse theater- en filmactrice en zangeres, zeer nauw geassocieerd met het discotijdperk eind jaren 70.
Vicki Sue Robinson is het bekendst van haar grote discohit uit 1976: Turn the Beat Around. Ze overleed elf dagen nadat haar laatste film was uitgekomen, thuis in Wilton aan de gevolgen van kanker.

## Discografie

### Albums
| Jaar | Album                  | Black Albums | Pop Albums |
| ---- | ---------------------- | ------------ | ---------- |
| 1976 | Never Gonna Let You Go | #51          | #49        |
| 1976 | Vicki Sue Robinson     | #39          | #45        |
| 1978 | Half & Half            | #56          | #110       |
| 1979 | Movin' On              | n/a          | n/a        |

### Singles
- "Baby Now That I Found You - 1975
- "Turn the Beat Around" - 1976
- "Never Gonna Let You Go" - 1976
- "Daylight" - 1976
- "Should I Stay" / "I Won't Let You Go" - 1977
- "Hold Tight" - 1977
- "Trust In Me" - 1978
- "Jealousy" - 1978
- "Freeway Song" - 1978
- "Nighttime Fantasy" - 1979 (uit de film Nocturna)
- "Nothin' But A Heartache"
- "Hot Summer Night" - 1981
- "Give My Love Back" - 1982
- "Summertime Fun"
- "To Sir with Love" - 1983
- "Everlasting Love" - 1984
- "Grab Them Cakes" - 1985 (Junykard Dog featuring Vicki Sue Robinson)
- "For Real" - 1995
- "House of Joy" - 1997
- "Move On" - 1999
- "Pokemon (Dance Mix)" - 1999

### NPO Radio 2 Top 2000
Van Vicki Sue Robinson stond alleen Turn The Beat Around in 1999 in de NPO Radio 2 Top 2000, op plek 1894.

## Films
- Going Home - 1971
- To Find A Man - 1972
- Gangsters - 1979
- Unauthorized Biography: Milo, Death Of A Supermodel - 1997
- Red Lipstick - 2000

## Theater
- Hair - 1970
- Soon - 1971
- Long Time Coming, Long Time Gone - 1971
- Voices From The Third World - 1972
- Jesus Christ Superstar - 1973
- Vicki Sue Robinson: Behind The Beat - 1999

- Biblioteca Nacional de España: XX1585410
- Bibliothèque nationale de France: cb142213534 (data)
- Gemeinsame Normdatei: 1028812329
- International Standard Name Identifier: 0000 0000 6658 8370
- Library of Congress Control Number: n95117914
- MusicBrainz: a6c83f28-8960-4b7d-8f57-3e809ada5cf5
- Virtual International Authority File: 71604344
- WorldCat: E39PBJhxrR6WDp8CtktwdgPRKd